# تيسوفيتس
تيسوفيتس (بالإنجليزية: Tisovec)‏ هي بلدة تقع في سلوفاكيا في Rimavská Sobota District. يقدر عدد سكانها بـ 4,092 نسمة .